# エリトルロース
エリトルロース (erythrulose) は、化学式がC4H8O4のケトテトロースである。ジヒドロキシアセトンと性質がよく似ている。無色またはやや黄色い液体。天然ではラズベリーやリンゴなどに含まれ、特にリンゴでは切り口が褐変する原因となっている。

## 利用
エリトルロースは天然に生成するケトースであり、皮膚の角質層中のケラチンと反応して褐色を与えるため、ジヒドロキシアセトンと同様にサンレスタンニング剤に使われている。これはメイラード反応に類似した無毒な反応である。